# Hot Space Tour

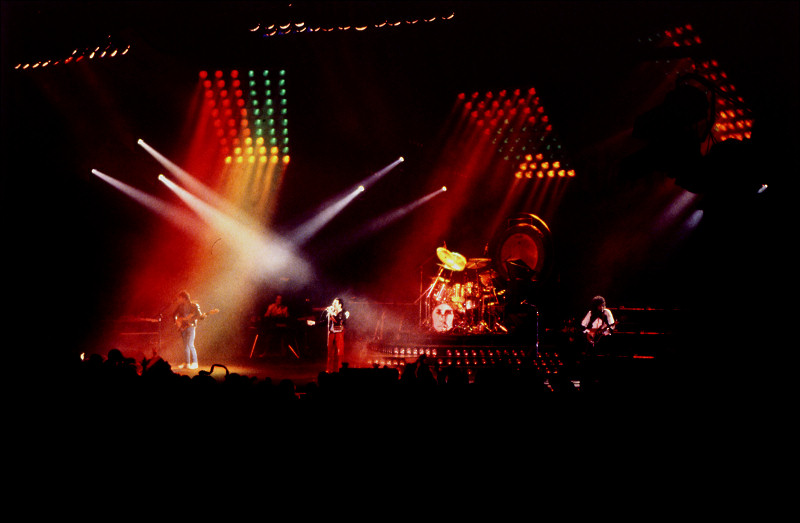
1982年4月12日、ドランメン公演での写真。

Hot Space Tourは、イギリスのロックバンド、クイーンが1982年に行った、アルバム『ホット・スペース』リリースに伴うコンサート・ツアー。
このツアーの所沢公演の映像は『ライヴ・イン・ジャパン』、ミルトン・キーンズ公演の映像は『オン・ファイアー/クイーン1982』がライブ・ビデオとしてリリースされており、後者にはボーナス映像として所沢公演の映像(抜粋)とウィーン公演の映像も収録されている。

## セットリスト
これは1982年5月29日にイングランドのリーズで行われたライブのセットリストであり、ツアー期間中の全てのセットリストを表すものではない。
1. フラッシュのテーマ
2. ザ・ヒーロー
3. ウィ・ウィル・ロック・ユー (ファスト・バージョン)
4. アクション・ディス・デイ
5. プレイ・ザ・ゲーム
6. ステイング・パワー
7. 愛にすべてを
8. ナウ・アイム・ヒア
9. ドラゴン・アタック
10. ナウ・アイム・ヒア (リプライズ)
11. ラヴ・オブ・マイ・ライフ
12. セイヴ・ミー
13. バック・チャット
14. ゲット・ダウン・メイク・ラヴ
15. ギター・ソロ
16. アンダー・プレッシャー
17. ファット・ボトムド・ガールズ
18. 愛という名の欲望
19. ボヘミアン・ラプソディ
20. タイ・ユア・マザー・ダウン
アンコール
21. 地獄へ道づれ
22. シアー・ハート・アタック
アンコール
23. ウィ・ウィル・ロック・ユー
24. 伝説のチャンピオン
25. ゴッド・セイヴ・ザ・クイーン

### 上記以外に演奏された曲
- ノット・フェイド・アウェイ[3]
- ライアー[3]
- ボディ・ランゲージ[4]
- ロック・イット[5]
- コーリング・オール・ガールズ[5]
- ライフ・イズ・リアル[6]
- プット・アウト・ザ・ファイア[7]
- 監獄ロック[8]
- 永遠の翼[9]
- 土曜の夜は僕の生きがい[9]
- 手をとりあって[10]

## ツアー日程
| 1982年4月9日   | ヨーテボリ           | スウェーデン   | スカンジナヴィアム                                       |
| 1982年4月10日  | ストックホルム       | スウェーデン   | ヨハネショフ・イスタディオン                             |
| 1982年4月12日  | ドランメン           | ノルウェー     | ドランメンハレン                                         |
| 1982年4月16日  | チューリッヒ         | スイス         | ハレンシュタディオン                                     |
| 1982年4月17日  | チューリッヒ         | スイス         | ハレンシュタディオン                                     |
| 1982年4月19日  | パリ                 | フランス       | パレ・デ・スポール                                       |
| 1982年4月20日  | リヨン               | フランス       | パレ・デ・スポール・ド・リヨン                           |
| 1982年4月22日  | ブリュッセル         | ベルギー       | フォレスト・ナショナル                                   |
| 1982年4月23日  | ブリュッセル         | ベルギー       | フォレスト・ナショナル                                   |
| 1982年4月24日  | ライデン             | オランダ       | フレンノールトハーレン                                   |
| 1982年4月25日  | ライデン             | オランダ       | フレンノールトハーレン                                   |
| 1982年4月28日  | フランクフルト       | 西ドイツ       | フェストハレ・フランクフルト                             |
| 1982年5月1日   | ドルトムント         | 西ドイツ       | ヴェストファーレンハレン                                 |
| 1982年5月3日   | リル＝サン＝ドニ     | フランス       | パレ・デ・スポール                                       |
| 1982年5月5日   | ハノーファー         | 西ドイツ       | アイレンリーデハレ                                       |
| 1982年5月6日   | ケルン               | 西ドイツ       | ケルン・シュポルトハレ                                   |
| 1982年5月7日   | ケルン               | 西ドイツ       | ケルン・シュポルトハレ                                   |
| 1982年5月9日   | ヴュルツブルク       | 西ドイツ       | カール・ディーム・ハレ                                   |
| 1982年5月10日  | ベーブリンゲン       | 西ドイツ       | ベーブリンゲン・シュポルトハレ                           |
| 1982年5月12日  | ウィーン             | オーストリア   | ウィーン・シュタットハレ                                 |
| 1982年5月13日  | ウィーン             | オーストリア   | ウィーン・シュタットハレ                                 |
| 1982年5月15日  | 西ベルリン           | 西ベルリン     | ヴァルトビューネ                                         |
| 1982年5月16日  | ハンブルク           | 西ドイツ       | エルンスト・メルク・ハレ                                 |
| 1982年5月18日  | カッセル             | 西ドイツ       | カッセル・アイスシュポルトハレ                           |
| 1982年5月21日  | ミュンヘン           | 西ドイツ       | オリンピアハレ                                           |
| 1982年5月22日  | ミュンヘン           | 西ドイツ       | オリンピアハレ                                           |
| 1982年5月29日  | リーズ               | イングランド   | エランド・ロード                                         |
| 1982年6月1日   | エディンバラ         | スコットランド | ロイヤル・ハイランド・ショーグラウンド                   |
| 1982年6月2日   | エディンバラ         | スコットランド | ロイヤル・ハイランド・ショーグラウンド                   |
| 1982年6月5日   | ミルトン・キーンズ   | イングランド   | ミルトン・キーンズ・ボウル                               |
| 北米           |                      |                |                                                          |
| 1982年7月21日  | モントリオール       | カナダ         | モントリオール・フォーラム                               |
| 1982年7月23日  | ボストン             | アメリカ合衆国 | ボストン・ガーデン                                       |
| 1982年7月24日  | フィラデルフィア     | アメリカ合衆国 | スペクトラム                                             |
| 1982年7月25日  | ランドーバー         | アメリカ合衆国 | キャピタル・センター                                     |
| 1982年7月27日  | ニューヨーク         | アメリカ合衆国 | マディソン・スクエア・ガーデン                           |
| 1982年7月28日  | ニューヨーク         | アメリカ合衆国 | マディソン・スクエア・ガーデン                           |
| 1982年7月31日  | リッチフィールド     | アメリカ合衆国 | リッチフィールド・コロシアム                             |
| 1982年8月2日   | トロント             | カナダ         | メープルリーフ・ガーデンズ                               |
| 1982年8月3日   | トロント             | カナダ         | メープルリーフ・ガーデンズ                               |
| 1982年8月5日   | インディアナポリス   | アメリカ合衆国 | マーケット・スクエア・アリーナ                           |
| 1982年8月6日   | デトロイト           | アメリカ合衆国 | ジョー・ルイス・アリーナ                                 |
| 1982年8月7日   | シンシナティ         | アメリカ合衆国 | リバーフロント・コロシアム                               |
| 1982年8月9日   | イーストラザフォード | アメリカ合衆国 | ブレンダン・バーン・アリーナ                             |
| 1982年8月10日  | ニューヘイブン       | アメリカ合衆国 | ニューヘイブン・コロシアム                               |
| 1982年8月13日  | ホフマンエステーツ   | アメリカ合衆国 | ポプラ・クリーク・ミュージック・シアター                 |
| 1982年8月14日  | ホフマンエステーツ   | アメリカ合衆国 | ポプラ・クリーク・ミュージック・シアター                 |
| 1982年8月15日  | セントポール         | アメリカ合衆国 | セントポール・シビック・センター                         |
| 1982年8月19日  | ビロクシ             | アメリカ合衆国 | ミシシッピ・コースト・コロシアム                         |
| 1982年8月20日  | ヒューストン         | アメリカ合衆国 | ザ・サミット                                             |
| 1982年8月21日  | ダラス               | アメリカ合衆国 | リユニオン・アリーナ                                     |
| 1982年8月24日  | アトランタ           | アメリカ合衆国 | オムニ・コロシアム                                       |
| 1982年8月27日  | オクラホマシティ     | アメリカ合衆国 | ミリアド・コンベンション・センター                       |
| 1982年8月28日  | カンザスシティ       | アメリカ合衆国 | ケンパー・アリーナ                                       |
| 1982年8月30日  | デンバー             | アメリカ合衆国 | マクニコルズ・スポーツ・アリーナ                         |
| 1982年9月2日   | ポートランド         | アメリカ合衆国 | メモリアル・コロシアム                                   |
| 1982年9月3日   | シアトル             | アメリカ合衆国 | シアトル・センター・コロシアム                           |
| 1982年9月4日   | バンクーバー         | カナダ         | パシフィック・コロシアム                                 |
| 1982年9月7日   | オークランド         | アメリカ合衆国 | オークランド・アラメダ・カウンティ・コロシアム・アリーナ |
| 1982年9月10日  | フェニックス         | アメリカ合衆国 | アリゾナ退役軍人記念コロシアム                           |
| 1982年9月11日  | アーバイン           | アメリカ合衆国 | アーバイン・メドーズ・アンフィシアター                   |
| 1982年9月12日  | アーバイン           | アメリカ合衆国 | アーバイン・メドーズ・アンフィシアター                   |
| 1982年9月14日  | イングルウッド       | アメリカ合衆国 | ザ・フォーラム                                           |
| 1982年9月15日  | イングルウッド       | アメリカ合衆国 | ザ・フォーラム                                           |
| アジア         |                      |                |                                                          |
| 1982年10月19日 | 福岡                 | 日本           | 九電記念体育館                                           |
| 1982年10月20日 | 福岡                 | 日本           | 九電記念体育館                                           |
| 1982年10月24日 | 西宮                 | 日本           | 阪急西宮球場                                             |
| 1982年10月26日 | 名古屋               | 日本           | 名古屋市国際展示場                                       |
| 1982年10月29日 | 札幌                 | 日本           | 北海道立産業共進会場                                     |
| 1982年10月31日 | 新潟                 | 日本           | 不明                                                     |
| 1982年11月3日  | 所沢                 | 日本           | 西武ライオンズ球場                                       |

### 興行成績データ
| 日付 (1982年) | 都市                             | 会場                               | 観客数          | 総売上                 | 参照   |
| ------------- | -------------------------------- | ---------------------------------- | --------------- | ---------------------- | ------ |
| 7月23日       | ボストン、アメリカ合衆国         | ボストン・ガーデン                 | 15,500 / 15,500 | $188,898               | [ 13 ] |
| 8月2日        | トロント、カナダ                 | メープルリーフ・ガーデンズ         | 24,824 / 30,000 | $324,663 (2日分の合計) | [ 14 ] |
| 8月3日        | トロント、カナダ                 | メープルリーフ・ガーデンズ         | 24,824 / 30,000 | $324,663 (2日分の合計) | [ 14 ] |
| 8月6日        | デトロイト, アメリカ合衆国       | ジョー・ルイス・アリーナ           | 18,024 / 19,950 | $211,505               | [ 13 ] |
| 8月10日       | ニューヘイブン, アメリカ合衆国   | ニューヘイブン・コロシアム         | 10,275 / 10,275 | $117,282               | [ 15 ] |
| 8月15日       | セントポール, アメリカ合衆国     | セントポール・シビック・センター   | 14,800 / 18,000 | $183,174               | [ 15 ] |
| 8月20日       | ヒューストン, アメリカ合衆国     | ザ・サミット                       | 13,453 / 17,048 | $157,075               | [ 14 ] |
| 8月21日       | ダラス, アメリカ合衆国           | リユニオン・アリーナ               | 11,760 / 19,012 | $149,100               | [ 14 ] |
| 8月27日       | オクラホマシティ, アメリカ合衆国 | ミリアド・コンベンション・センター | 10,772 / 11,000 | $128,929               | [ 16 ] |
| 8月28日       | カンザスシティ,アメリカ合衆国    | ケンパー・アリーナ                 | 10,285 / 12,556 | $112,252               | [ 16 ] |
| 8月30日       | デンバー, アメリカ合衆国         | マクニコルズ・スポーツ・アリーナ   | 10,264 / 18,000 | $131,843               | [ 16 ] |
| 9月2日        | ポートランド, アメリカ合衆国     | メモリアル・コロシアム             | 6,832 / 12,110  | $81,438                | [ 16 ] |
| 9月3日        | シアトル, アメリカ合衆国         | シアトル・センター・コロシアム     | 9,930 / 12,000  | $113,928               | [ 16 ] |
| 9月4日        | バンクーバー, カナダ             | パシフィック・コロシアム           | 10,264 / 16,696 | $140,064               | [ 17 ] |
| 9月7日        | オークランド, アメリカ合衆国     | オークランド・コロシアム・アリーナ | 10,969 / 14,500 | $133,066               | [ 17 ] |
| 9月10日       | フェニックス, アメリカ合衆国     | アリゾナ退役軍人記念コロシアム     | 13,328 / 15,000 | $157,404               | [ 17 ] |
| 9月14日       | イングルウッド, アメリカ合衆国   | ザ・フォーラム                     | 20,502 / 27,262 | $274,703               | [ 18 ] |
| 9月15日       | イングルウッド, アメリカ合衆国   | ザ・フォーラム                     | 20,502 / 27,262 | $274,703               | [ 18 ] |